# Metropolia Tellicherry
Metropolia Tellicherry – metropolia Syromalabarskiego Kościoła katolickiego w Indiach. Erygowana w dniu 18 maja 1995 roku. W skład metropolii wchodzi 1 archieparchia i 5 eparchii.
W skład metropolii wchodzą:
- - Archieparchia Tellicherry
  - eparchia Belthangady
  - eparchia Bhadravathi
  - eparchia Mananthavady
  - eparchia Mandya
  - eparchia Thamarasserry